# Tao Rodríguez-Seeger
Pour les articles homonymes, voir Rodríguez et Seeger.
Tao Rodríguez-Seeger, né en 1972 à Poughkeepsie dans l'État de New-York, est un chanteur folk américain.

## Biographie
Tao a vécu neuf ans de son enfance au Nicaragua. Son père, Emilio Rodríguez, portoricain, a réalisé des documentaires sur la guerre civile nationale sur commande du Front sandiniste de libération nationale. Sa mère, Mika Seeger, réalisait des fresques en céramique.
À quatorze ans, en 1986, Tao a commencé à jouer de la musique avec son grand-père Pete Seeger. En 1999, il est devenu membre du groupe RIG avec Sarah Lee Guthrie & Johnny Irion.
Il a fondé le groupe The Mammals en 2001, avec Michael Merenda et Ruth Ungar. Ils ont enregistré un album en 2006, Que Vaya Bien, avec les chanteurs de folk porto-ricains Roy Brown et Tito Auger du groupe de rock Fiel A La Vega.
Il a également fondé l'Anarchist Orchestra, aujourd'hui connu sous le nom de Tao Rodriguez-Seeger band, avec Jacob Silver, également membre des Mammals, Laura Cortese et Robin McMillan.
Tao a animé une émission de radio, Le Tao de Tao, sur la chaîne WAMC.

## Discographie

### Avec The Mammals
- Born Live (2001)
- Evolver (2002)
- Migration (EP) (2004)
- Rock That Babe (2004)
- Departure (2006)

### Avec Roy Brown et Tito Auger
- Que Vaya Bien (2006)

### Avec The Anarchist Orchestra / The Tao Rodriguez-Seeger Band
- The Anarchist Orchestra (EP) (2006)